# Tuff-E-Nuff
Die Tuff-E-Nuff, ursprünglich bekannt als Thomas Cunningham Sr., war ein Schlepper aus dem späten 19. Jahrhundert, der insgesamt 112 Jahre in Betrieb gewesen ist. Noch im Mai 2007 war er als funktionstüchtiger Schlepper unterwegs.
Tuff-E-Nuff ist die ironische Schreibweise von tough enough, was „zäh genug“ bedeutet.

## Geschichte

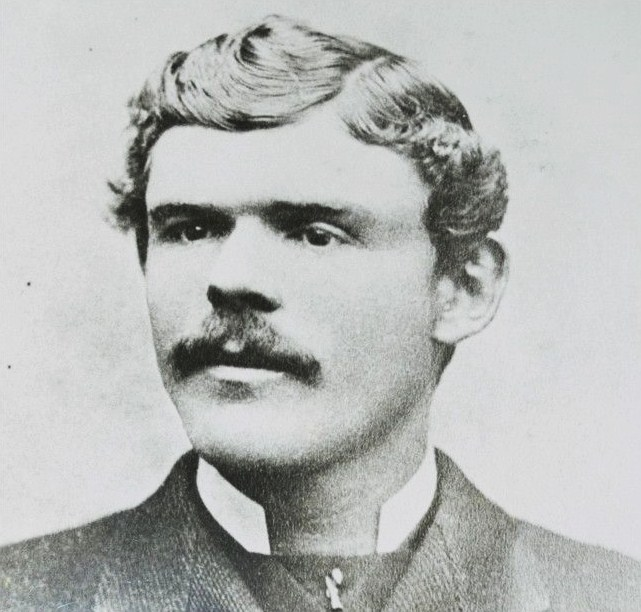
Thomas Cunningham Sr., Namensgeber des Schleppers

Der Bau der Thomas Cunningham Sr. erfolgte 1895 von Neafie & Levy in Philadelphia (Pennsylvania) für das United States Army Corps of Engineers. Seitdem war sie mehr als 80 Jahre lang für das Harbour Board im Hafen von Richmond in Virginia in Betrieb.
Nach einer Dienstzeit von 45 Jahren wurde der Schlepper in Newport News einer Inspektion unterzogen, wo man ihn unter „durance vile“ setzte – d. h. eine sichere Bedienung des Schiffes konnte nicht weiter garantiert werden. Bis zur Fertigstellung der Reparaturen wurden alle Papiere beschlagnahmt und die Thomas Cunningham Sr. musste bis dahin außer Dienst gestellt werden. Das Hauptproblem stellten Mängel am Deck dar. Die Stadtverwaltung von Richmond genehmigte sofort eine Budget-Erhöhung von 8.000 US-Dollar, um die Reparaturen so frühzeitig wie möglich abzuschließen und den Schlepper schnell wieder zurückzubekommen.
Ab Ende 1948 erhielt die Thomas Cunningham Sr. schließlich eine dringend benötigte Umrüstung. Das aus Holz bestehende Steuerhaus und das Deck wurden durch Ausführungen aus Stahl ersetzt. Anstatt der ursprünglichen Dampfmaschine kam ein 500 PS (370 kW) starker Achtzylinder-Dieselmotor des Typs Cleveland 8-268A zum Einsatz. Die Gesamtkosten des Projekts, einschließlich der Umschulung des Wartungspersonals in Cleveland, beliefen sich auf 65.927,02 US-Dollar. Von den neun Bewerbern für die Durchführung der Arbeiten gewann Dunn’s Marine Railway, Inc. aus West Norfolk die Ausschreibung und beendete die Arbeiten mit 11.000 US-Dollar unter dem geplanten Budget.
1977 gelangte das Schiff in Privatbesitz, später wurde es als Bergungsschlepper in Florida gesichtet. Im Mai 2007 bot ein Bergungsunternehmen den Schlepper zum Verkauf für interessierte Restauratoren an. Einer registrierten Meldung der US-Küstenwache zufolge war die Tuff-E-Nuff von 2007 bis Oktober 2008 als Freizeitschiff unterwegs.
Im September 2010 befand sich die Tuff-E-Nuff auf einer Sandbank in Georgia, wo sie von einem Unternehmen als künstliches Riff versenkt werden sollte.
Seit Januar 2011 befindet sich das Wrack vor der Küste von St. Lucie (Florida) auf dem Meeresgrund. Es dient nun als Kyle Conrad Memorial Reef, benannt nach einem jungen Fußballspieler, der 2010 bei einem Unfall ums Leben kam.

## Sammlung im Mariners’ Museum
1949 erwarb das Mariners’ Museum in Newport News die originale Dampfmaschine, die seitdem wieder im betriebsfähigen Zustand hergestellt werden konnte – wenn auch mit Strom anstatt mit Dampf angetrieben – und nun im Museum ausgestellt wird.
Die Maschine ist eine Zweizylinder-Verbunddampfmaschine mit einem Hub von 46 cm und einer theoretischen Leistung von 206 PS (154 kW). Der Hochdruckzylinder hat einen Durchmesser von 32 cm, während der Durchmesser des Niedrigdruckzylinders 61 cm beträgt. Sie wiegt etwa 14 Tonnen und ist 3,086 Meter hoch.
Neben der Maschine wird im Museum auch ein handgefertigtes Schnittmodell der Thomas Cunningham Sr. im Maßstab 1:24 ausgestellt, ebenso das originale Fabrikschild des Motors.

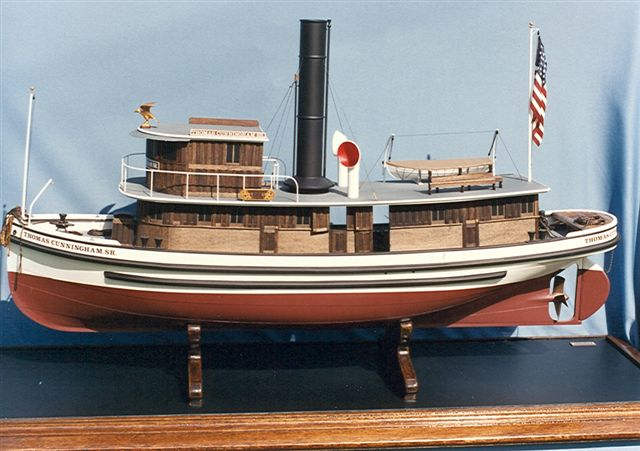
Modell der Thomas Cunningham Sr. – Backbordseite
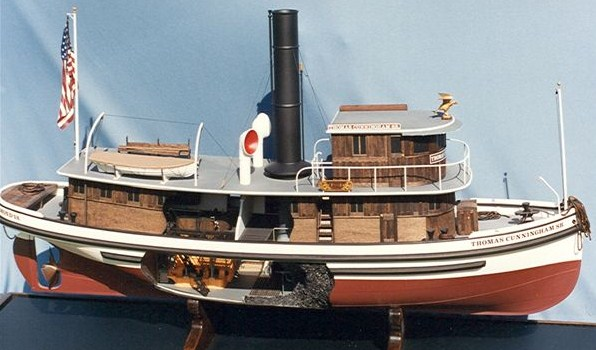
Steuerbordseite des Modells mit Ausschnitt
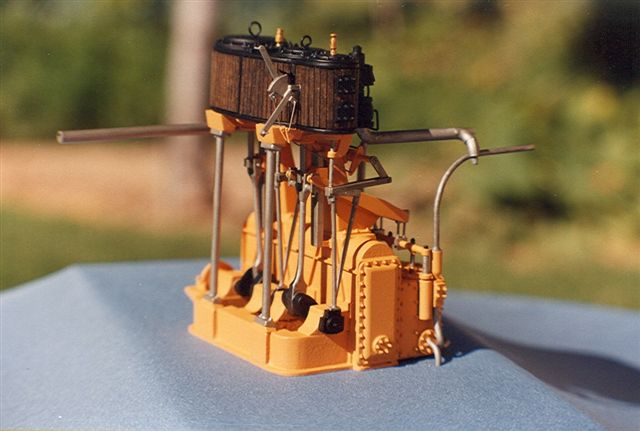
Modell der Original-Verbunddampfmaschine des Schiffes